# Caucus van Nevada 2008
De caucus van Nevada is een voorverkiezing die op 19 januari 2008 gehouden werd. Ze werd gewonnen door Hillary Clinton en Mitt Romney.

## Democraten
Na een verkiezingsstrijd waarin Barack Obama de steun kreeg van de belangrijke vakbond van hotelwerkers in Las Vegas, won Clinton de Democratische caucus (51%), met Obama als tweede (45%), gevolgd door John Edwards (4%). Door de verdeling van de stemmen over de kiesdistricten in de staat kreeg Obama één afgevaardigde meer.
| Nevada Democratische caucus 2008 | Nevada Democratische caucus 2008 | Nevada Democratische caucus 2008 | Nevada Democratische caucus 2008 |
| Kandidaat                        | County gedelegeerden             | Percentage                       | Nationale gedelegeerden          |
| -------------------------------- | -------------------------------- | -------------------------------- | -------------------------------- |
| Barack Obama                     | 4.844                            | 45,09%                           | 13                               |
| Hillary Clinton                  | 5.459                            | 50,82%                           | 12                               |
| John Edwards                     | 399                              | 3,71%                            | 0                                |
| Dennis Kucinich                  | 5                                | 0,05%                            | 0                                |
| Mike Gravel                      | 0                                | 0,00%                            | 0                                |
| Write-in candidate               | 1                                | 0,01%                            | 0                                |
| Neutraal                         | 34                               | 0,32%                            | 0                                |
| Totaal                           | 10.742                           | 100,00%                          | 25                               |

## Republikeinen
Bij de Republikeinen won Romney, die veel tijd en geld besteedde aan Nevada (51%), met als tweede Ron Paul (13%), gevolgd door John McCain (8%), Mike Huckabee (8%), Fred Thompson (2%), Rudy Giuliani (2%) en Duncan Hunter (1%). Hunter stopte wegens zijn teleurstellende resultaten.
| Michigan Republikeinse primary 2008 | Michigan Republikeinse primary 2008 | Michigan Republikeinse primary 2008 | Michigan Republikeinse primary 2008 |
| Kandidaat                           | Stemmen                             | Percentage                          | Gedelegeerden                       |
| ----------------------------------- | ----------------------------------- | ----------------------------------- | ----------------------------------- |
| Mitt Romney                         | 22.649                              | 51,1%                               | 18                                  |
| Ron Paul                            | 6.087                               | 13,73%                              | 4                                   |
| John McCain                         | 5.651                               | 12,75%                              | 4                                   |
| Mike Huckabee                       | 3.616                               | 8,16%                               | 2                                   |
| Fred Thompson                       | 3.521                               | 7,94%                               | 2                                   |
| Rudy Giuliani                       | 1.910                               | 4,31%                               | 1                                   |
| Duncan Hunter                       | 890                                 | 2,01%                               | 0                                   |
| Totaal                              | 44.324                              | 100,00%                             | 31                                  |